# Tortona
Tortona – miejscowość i gmina we Włoszech, w regionie Piemont, w prowincji Alessandria.
Według danych na styczeń 2010 roku gminę zamieszkiwały 27 534 osoby przy gęstości zaludnienia 276,3 os./1 km².
W roku 461, podczas swojego powrotu do stolicy, pod miastem (wtedy Derthona), pojmany został w bitwie, a następnie zgładzony cesarz Majorian. Aktu tego dokonali zbuntowani żołnierze pod wodzą Rycymera.